# Sozialistische Union der Volkskräfte
Die Sozialistische Union der Volkskräfte (arabisch الاتحاد الاشتراكي للقوات الشعبية, DMG al-ittiḥād al-ištirākī li-l-quwwāt aš-šaʿbīya, Zentralatlas-Tamazight ⵜⴰⵎⵓⵏⵜ ⵜⴰⵏⵎⵍⴰⵢⵜ ⵏ ⵉⵖⴰⵍⵍⵏ ⵉⴳⴷⵓⴷⴰⵏⵏ Tamunt Tanmlayt n Iɣalli Igdudann, französisch Union Socialiste des Forces Populaires, USFP) ist eine sich links von der Mitte positionierende politische Partei in Marokko.
Die Partei ist ein Vollmitglied der Sozialistischen Internationale.
Die Partei steht für eine linke Politik, die in der Hauptsache der Sozialen Gerechtigkeit, der Modernität und dem Kampf gegen Ungleichheit verpflichtet ist.
Nach der Parlamentswahl von 2016 wurde die Partei nach längeren erfolglosen Koalitionsverhandlungen im Februar 2017 Teil der Regierungskoalition des Ministerpräsidenten Saadeddine Othmani von der PJD.

## Geschichte
Die Sozialistische Union der Volkskräfte entstand ursprünglich als eine Abspaltung der Rabat-Sektion der Nationalen Union der Volkskräfte (UNFP), einer sozialistischen Oppositionspartei, welche sich ihrerseits im Jahre 1959 von der Istiqlal-Partei abgespaltet hatte. Während sich die UNFP in der Folge dem beginnenden Demokratisierungsprozess verweigerte und seither sämtliche Wahlen boykottierte, entwickelte sich die USFP zu einem sozialdemokratischen Akteur in der marokkanischen Parteienlandschaft, welchem auch die Istiqlal in einem Oppositionsbündnis Al-Koutla verbunden blieb.
Die beiden Parteivorsitzenden Abderrahim Bouabid (USFP) und M'hamed Boucetta (Istiqlal) übergaben König Hassan II. im Oktober 1991 ein Memorandum mit politischen und konstitutionellen Forderungen, welches in der Folge zu zwei Änderungen der Verfassung in den Jahren 1992 und 1996 führte, sowie zur Parlamentswahl von 1997, aus welcher der USFP-Vorsitzende Abderrahmane Youssoufi im Jahre 1998 als Ministerpräsident der ersten „Regierung des Wandels“ hervorging.

## Jüngere Entwicklungen
Bei der Parlamentswahl 2002 gewann die Sozialistische Union der Volkskräfte 50 der 325 Sitze, was sie zur stärksten Partei in der Repräsentantenversammlung Marokkos machte. Obwohl König Mohammed V. den parteilosen Driss Jettou zum Ministerpräsidenten ernannte, nahmen USFP und Istiqlal in einer Dreiparteien-Koalition weiter an der Regierung teil.
Bei der nächsten Parlamentswahl gewann die Sozialistische Union der Volkskräfte nur noch 38 der 325 Sitze, verlor damit 12 Parlamentssitze und wurde nunmehr zur fünftgrößten Partei im Parlament. Die Partei wurde dennoch in die Regierung von Ministerpräsident Abbas al-Fassi, formiert am 15. Oktober 2007, mit einbezogen.
Im Vorfeld der Parlamentswahl im November 2011 strebte es die Sozialistische Union der Volkskräfte an, eine vereinigte Front mit der Partei des Fortschritts und des Sozialismus (PPS) und der Front Demokratischer Kräfte (FFD) zu bilden, um den Verlust der Unterstützung innerhalb der marokkanischen Linken in den letzten Jahren rückgängig zu machen. Die Partei erlangte bei der Wahl einen leichten Stimmengewinn sowie 39 der nunmehr 395 Sitze, nimmt aber im Gegensatz zur Istiqlal und zur PPS nicht an der ersten Regierung des neuen Ministerpräsidenten Abdelillah Benkirane von der Partei für Gerechtigkeit und Entwicklung (Marokko) (PJD) teil.
Nach der Parlamentswahl von 2016 kam es zu einer Regierungskrise, da der erneute Wahlsieger Benkirane sich weigerte, die USFP in eine neue Regierungskoalition einzubinden, wie es der Koalitionspartner RNI forderte. Erst nach der Einsetzung eines neuen Ministerpräsidenten durch König Mohammed VI. im Februar 2017 wurde die USFP in die Koalition, wenn auch nach schweren Stimmverlusten, aufgenommen.

## Liste der Generalsekretäre (Parteivorsitzenden)
- Abderrahim Bouabid – von 1975 bis 1992
- Abderrahmane Youssoufi – von 1992 bis 2003
- Mohammed El Yazghi – von 2003 bis 2007
- Abdelwahed Radi – von 2008 bis 2012
- Driss Lachgar – ab 2012

## Wahlergebnisse
| Wahlergebnisse Nationalversammlung im Parlament (1959 – 2016) | Wahlergebnisse Nationalversammlung im Parlament (1959 – 2016) | Wahlergebnisse Nationalversammlung im Parlament (1959 – 2016) |
| Jahr                                                          | Stimmenanteil                                                 | Sitze                                                         |
| ------------------------------------------------------------- | ------------------------------------------------------------- | ------------------------------------------------------------- |
| 1963 1                                                        | 19,4 %                                                        | 28/144                                                        |
| 1970 1                                                        | 0,42 %                                                        | 1/240                                                         |
| 1977                                                          | 5,68 %                                                        | 15/264                                                        |
| 1984                                                          | 11,76 %                                                       | 36/306                                                        |
| 1993                                                          | 15,62 %                                                       | 52/333                                                        |
| 1997                                                          | 17,53 %                                                       | 57/325gewonnen                                                |
| 2002                                                          | 9,6 %                                                         | 50/325gewonnen                                                |
| 2007                                                          | 8,9 %                                                         | 38/325                                                        |
| 2011                                                          | 8,6 %                                                         | 39/395                                                        |
| 2016                                                          | 6,2 %                                                         | 20/395                                                        |